# LOT 폴란드 항공
LOT 폴란드 항공(폴란드어: Polskie Linie Lotnicze LOT)은 폴란드의 국영 항공사이자, 국책항공사이며, 스타얼라이언스 가맹사다. 허브 공항은 바르샤바 쇼팽 공항이 있다.

## 역사
1929년 폴란드 정부의 주도로 세워진 국영 항공사로, 1930년부터 국제선 운항을 시작했고 이듬해 국제 항공 운송 협회(IATA)에 가입했다. 제2차 세계대전 기간 동안 항공기가 파괴되면서 사실상 운항을 중단했으며, 1944년 폴란드 공군이 폴란드 항공을 대신해 기본적인 항공 수송을 맡았다. 2차대전 종전 후 1945년 폴란드 정부가 다시 설립했고, 1946년부터 운항을 재개했다. 1961년 일류신 Il-18 항공기를 도입했다. 1989년까지 일류신 Il-62 등 소련제 여객기를 주로 사용했다가, 냉전이 종식될 무렵인 1989년에 최초로 보잉의 767-200ER 항공기를 도입하면서 서방 진영에서 생산한 비행기로 운항을 시작했다. 현재 일부 엠브라에르 및 봄바디어의 기체를 제외하면 폴란드와 미국 간의 긴밀한 외교관계 때문에 거의 대부분은 보잉의 기체를 운용하며, 광동체기는 보잉 787 드림라이너만 운용하고 있다. 유럽의 항공사들 중에서는 KLM과 더불어 보잉의 기체를 주로 운용하며, 에어버스의 기체는 잠시 리스한 것을 제외하면 단 하나도 없다. 1992년에 주식회사로 법인 형태를 바꿨다. 1999년 폴란드 정부가 보유 주식의 일부를 민간에 매각하면서 스위스 항공 그룹이 지분의 25%를 사들였다.
2003년 세계적인 항공 동맹인 스타얼라이언스에 가맹했으며, 루프트한자의 마일즈 앤 모어를 100% 공용하고 있다.
말레브 헝가리 항공이 2012년에 파산한 후에는 헝가리 정부의 요청으로 부다페스트 리스트 페렌츠 국제공항을 2017년에 허브로 편입했다. 이 조치에 따라 헝가리의 우방국인 폴란드 국적사 LOT가 말레브를 대신하여 국제선 운항을 위탁받아 부다페스트발 대륙간 장거리 노선을 운항하고 있다. 그 외에 에스토니아의 국적사인 노르디카 항공의 지분도 취득해서, 탈린을 부다페스트와 더불어 해외 국제선 허브로 이용하고 있다.
2016년 1월 14일 바르샤바 - 나리타 노선을 취항, 중국 베이징 노선에 이어 2번째로 동아시아에 진출하였다. 이에 이어 같은 해 10월 17일에 인천 - 바르샤바 직항을 취항하며 첫 진출했으며, 2019년 9월 22일에는 인천 - 부다페스트 직항을 추가로 취항했다. 이는 부다페스트 최초의 동북아방면 노선이다.
2023년 11월에는 인천 - 브로츠와프 직항도 신설할 예정이다.

## 운항 노선
- 2012년 4월 기준으로 LOT 폴란드 항공은 다음과 같은 노선을 운항하고 있다.

### 코드셰어 협정
- LOT 폴란드 항공은 다음과 같이 코드셰어 협정을 하고 있다.[2]

|  | - TAP 포르투갈 항공 (스타얼라이언스) - 루프트한자 (스타얼라이언스) - 룩스에어 - 벨라비아 항공 - 스위스 국제항공 (스타얼라이언스) - 스칸디나비아 항공 (스카이팀) - 싱가포르 항공 (스타얼라이언스) - 아시아나항공 (스타얼라이언스) - 아에로플로트 (스카이팀) - 오스트리아 항공 (스타얼라이언스) | - 에게 항공 (스타얼라이언스) - 에어 몰도바 - 에어발틱 - 에어 세르비아 - 에어 캐나다 (스타얼라이언스) - 유나이티드 항공 (스타얼라이언스) - 전일본공수 (스타얼라이언스) - 중국국제항공 (스타얼라이언스) - 크로아티아 항공 (스타얼라이언스) - 터키항공 (스타얼라이언스) |  |

## 보유 기종
- 2020년 7월 기준으로 LOT 폴란드 항공은 다음과 같은 기종을 보유하고 있다. 평균 기령은 6.5년인 반면 유로 LOT와 LOT 차터의 경우 평균 기령이 12.8년이다.[3][4]

## 사건 및 사고
- 2011년 11월 1일, 뉴어크 리버티 국제공항에서 쇼팽 국제공항으로 오던 LOT 항공기가 바퀴가 내려오지 않아 동체착륙을 시도하였으나, 부상자는 없었다.[15]
- 2018년 1월 10일, LOT 항공의 자회사인 유로 LOT의 항공기의 앞바퀴가 내려오지 않아 동체착륙을 하였지만, 부상자는 없었다.[16]
- 2020년 3월 13일, 인천에서 바르샤바로 가던 LOT 항공기에 코로나19 확진자가 탑승해 승객들을 태우지 않고 이륙하였고, 대신에 대체 항공기를 띄웠다.[17]

## 같이 보기
- 노르디카

## 사진

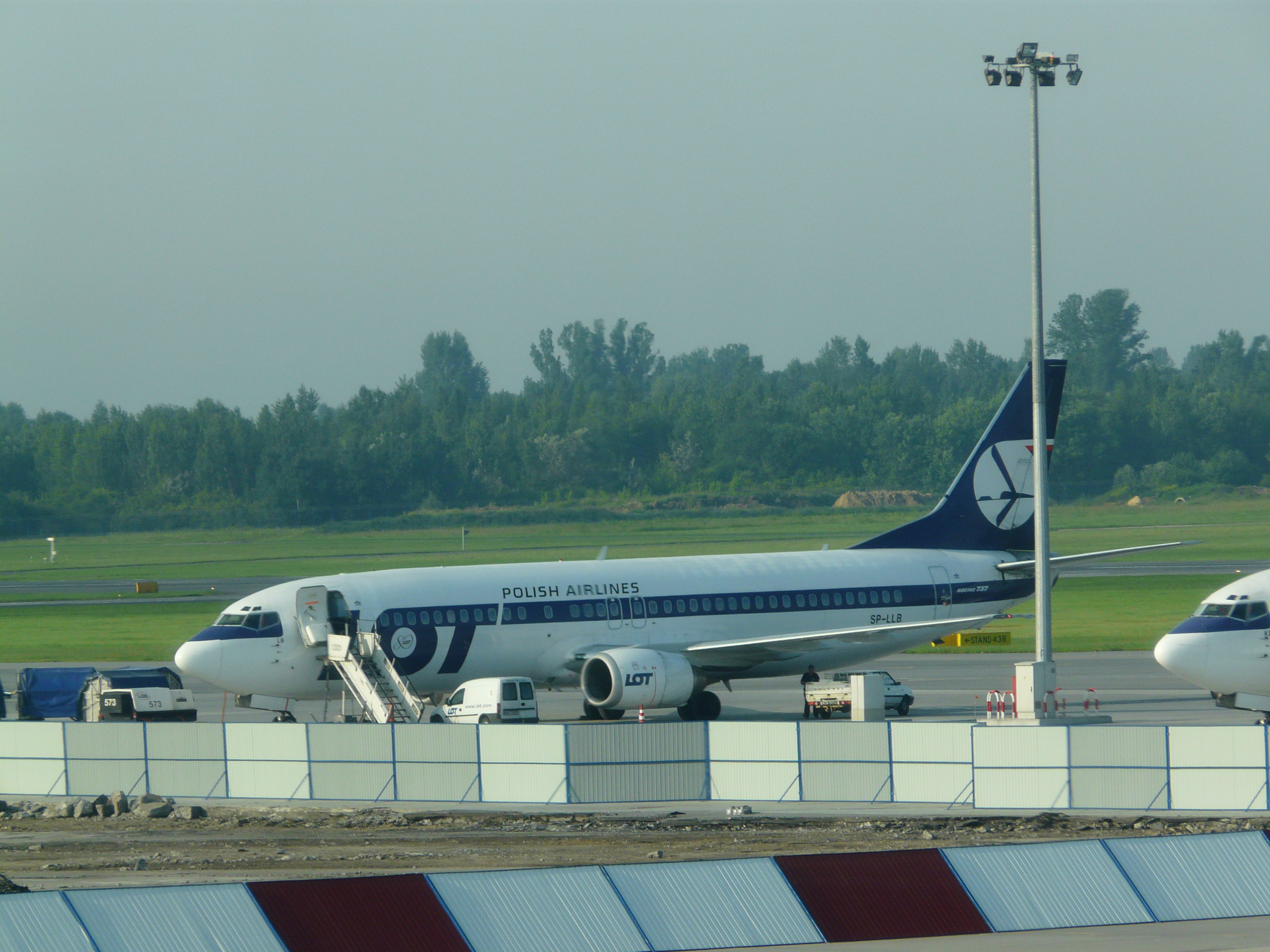
LOT 폴란드 항공의 보잉 737-400
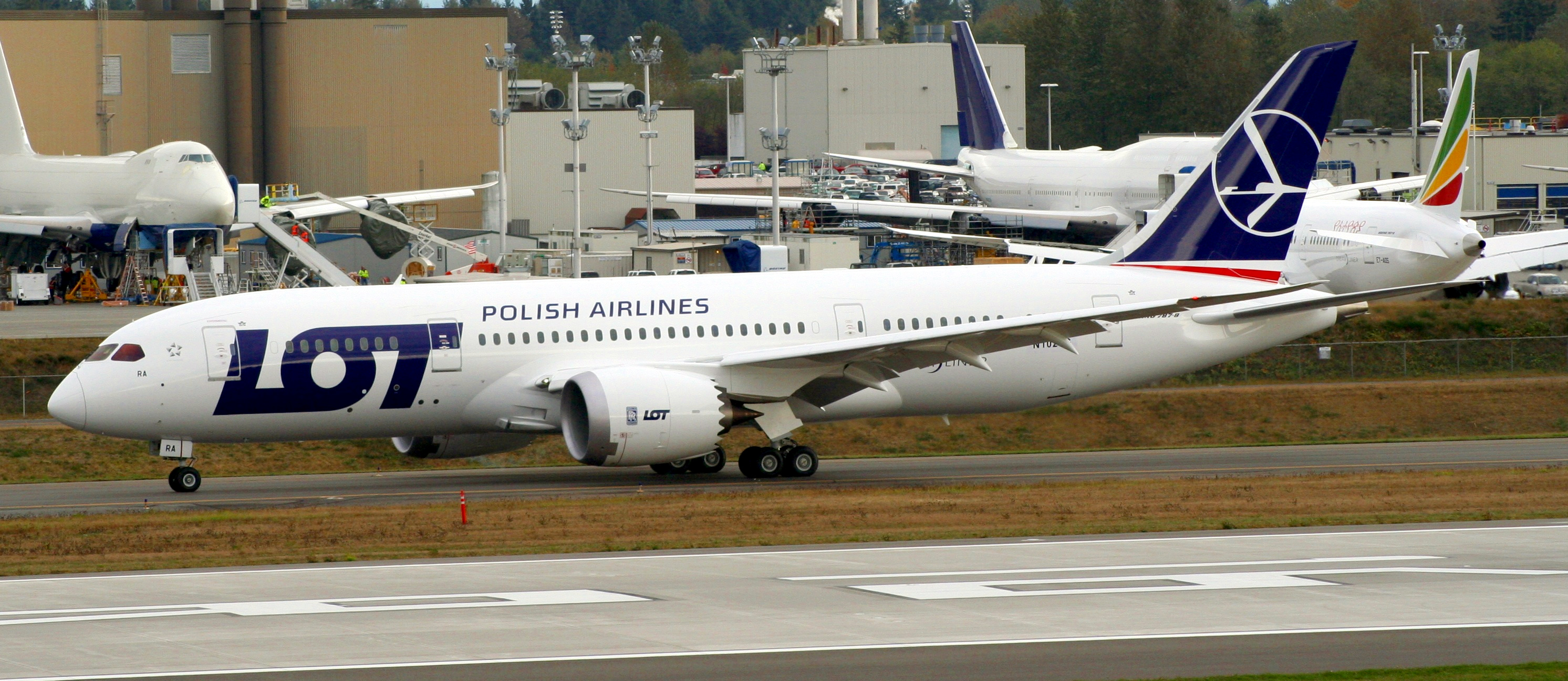
LOT 폴란드 항공의 보잉 787-8
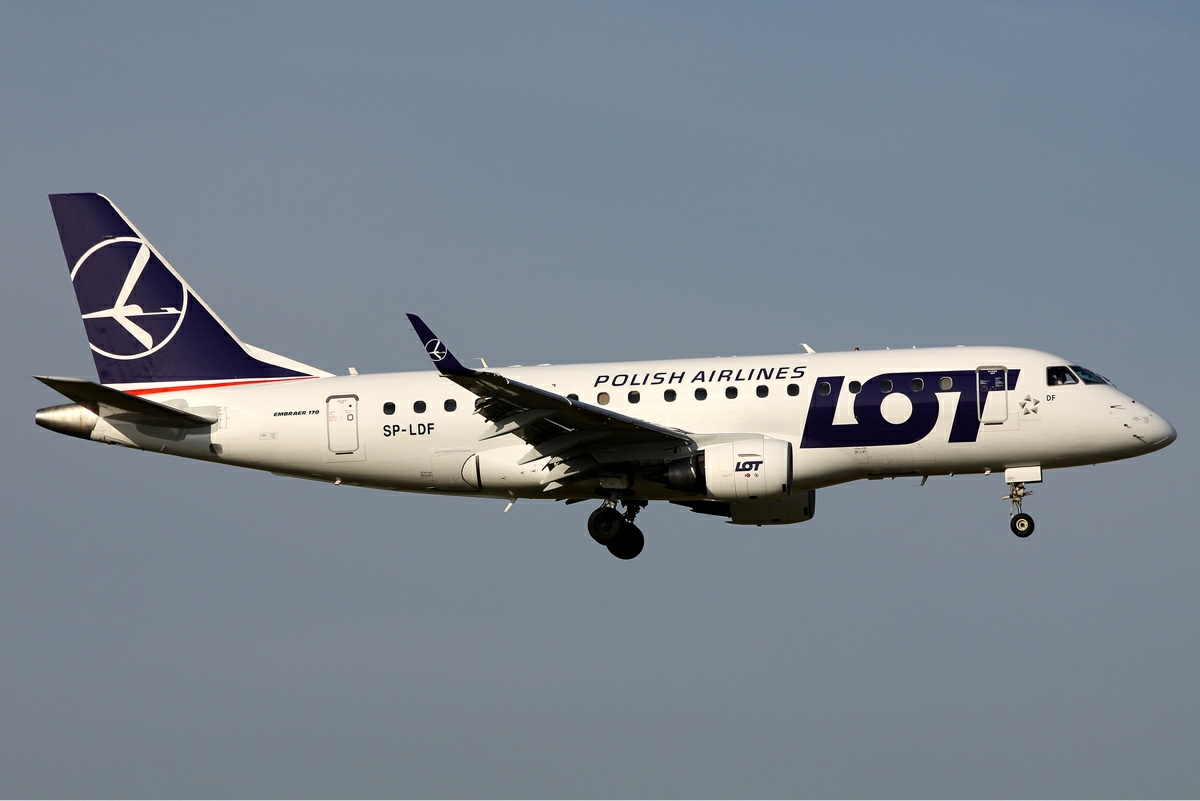
LOT 폴란드 항공의 엠브라에르 E-170
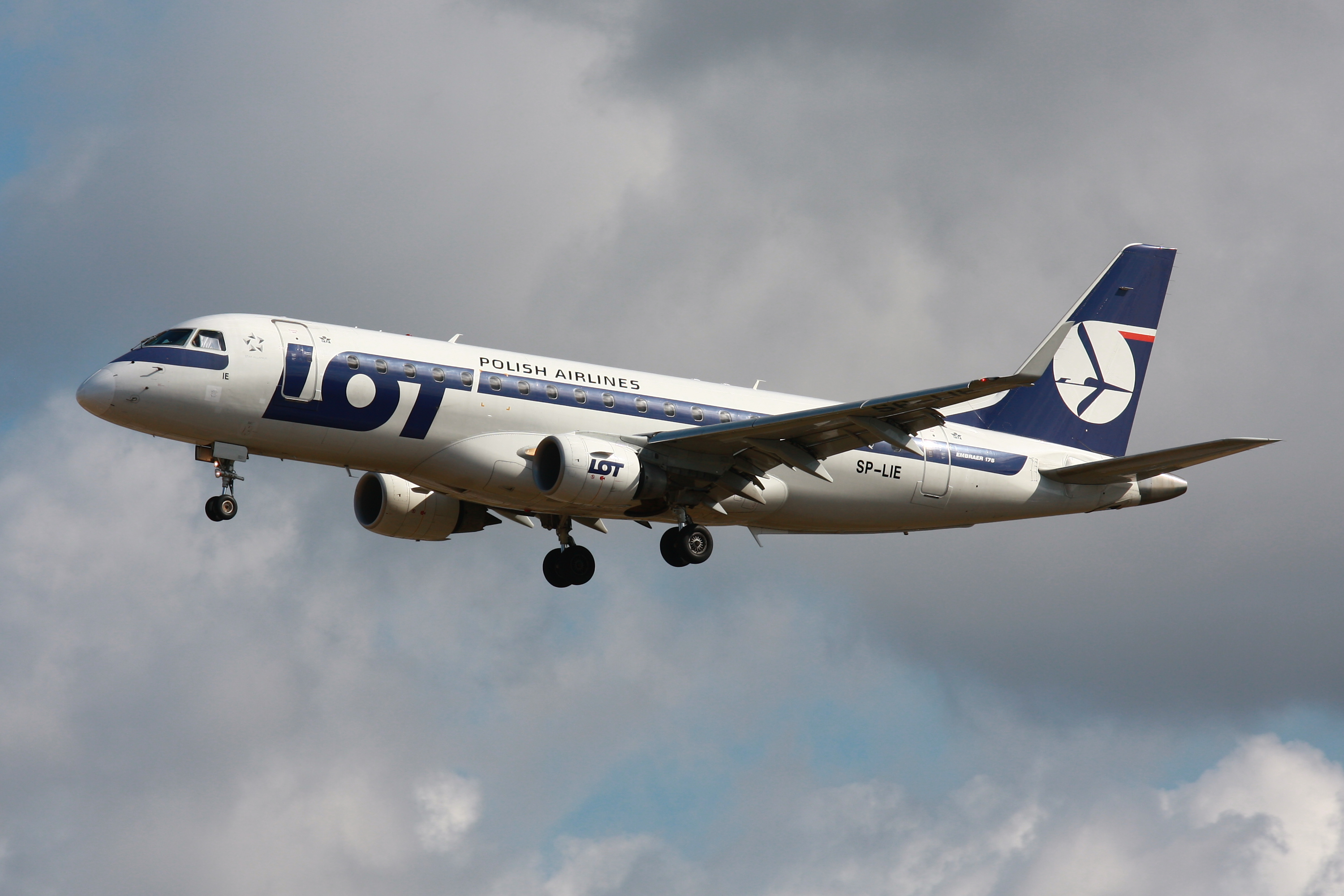
LOT 폴란드 항공의 엠브라에르 E-175
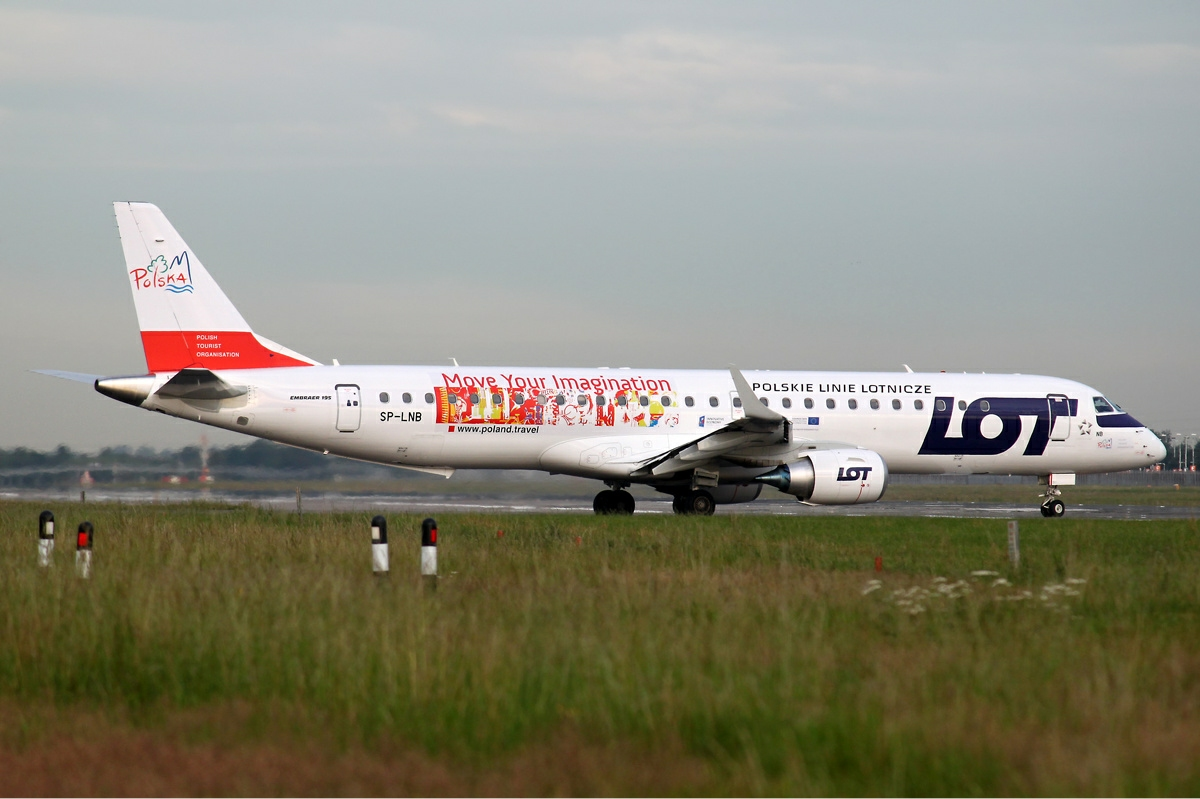
LOT 폴란드 항공의 엠브라에르 E-195